# Viniegra de Abajo
Viniegra de Abajo (früher: Viniegra de Yuso) ist ein abgelegenes kleines Bergdorf und eine zur bevölkerungsarmen Region der Serranía Celtibérica gehörende Gemeinde (municipio) mit 75 Einwohnern (Stand: 2024) im Südwesten der Autonomen Gemeinschaft La Rioja in Spanien.

## Lage
Die Gemeinde Viniegra de Abajo liegt an der Grenze zur Provinz Soria am Oberlauf des Río Najerilla und am Río Urbión in einer Höhe von etwa 885 m im wald- und wasserreichen Naturpark Sierra de la Demanda. Die Entfernung zur Provinzhauptstadt Logroño beträgt ca. 54 km Fahrtstrecke nordöstlich. Das Klima ist gemäßigt bis warm; Regen (ca. 973 mm/Jahr) fällt überwiegend im Winterhalbjahr.

## Bevölkerungsentwicklung
| Jahr      | 1970 | 1981 | 1991 | 2001 | 2011 | 2021 |
| Einwohner | 225  | 125  | 143  | 113  | 97   | 81   |

Infolge der Mechanisierung der Landwirtschaft, der Aufgabe bäuerlicher Kleinbetriebe und des daraus resultierenden geringeren Arbeitskräftebedarfs ist die Zahl der Einwohner seit Beginn des 20. Jahrhunderts stark zurückgegangen.

## Sehenswürdigkeiten

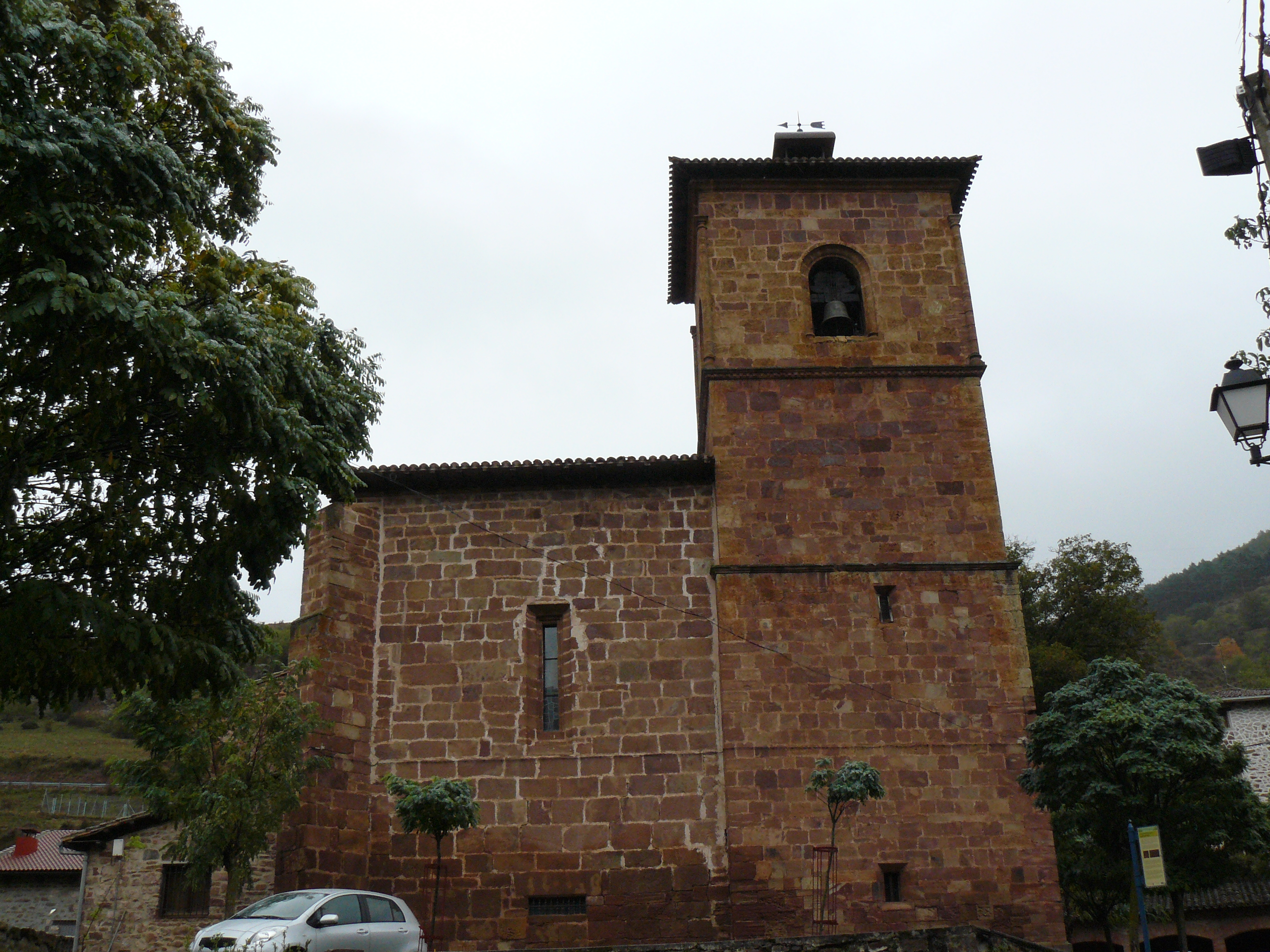
Kirche Mariä Himmelfahrt
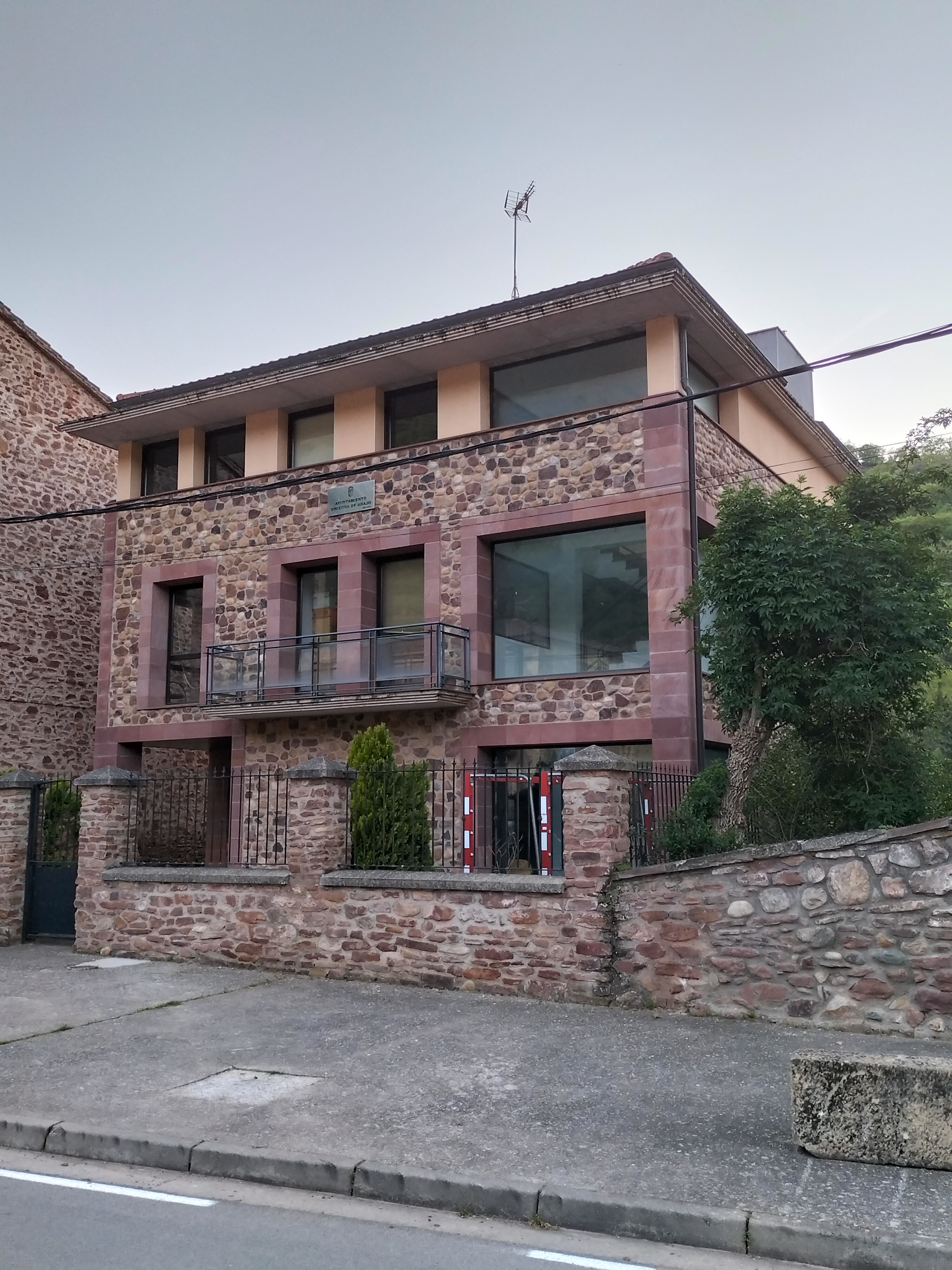
Rathaus

- Kirche Mariä Himmelfahrt
- Rathaus